# Homme au chapeau rouge
L'Homme au chapeau rouge est un tableau attribué au peintre italien de la Renaissance Vittore Carpaccio, créé autour de 1490-1493. Il est conservé au Musée Correr de Venise.

## Description
L'attribution à Carpaccio est contestée : les noms de Bartolomeo Montagna et Lorenzo Lotto ont été également proposés, tandis que d'autres l'assignent à un maître inconnu de Ferrare ou Bologne. La datation est moins sujette à controverse, ayant été attribuée au début des années 1490, lorsque Carpaccio réalisait la Légende de sainte Ursule et d'autres cycles de Venise, de portraits personnels et de nobles.
La peinture représente un homme inconnu en buste, son visage au-dessus d'un fond paysagé qui comprend un lac, une portion de campagne et des montagnes.

## Sources
- Francesco Valcanover, Pittori del Rinascimento, Florence, Scala, 2007, 640 p. (ISBN 978-88-8117-099-9 et 88-8117-099-X), « Vittore Carpaccio »